# Урзичени
Урзичени (рум. Urziceni) град је у у јужном делу Румуније, у историјској покрајини Влашкој. Урзичени је трећи по важности град у округу Јаломица.
Урзичени према последњем попису из 2002. има 17.089 становника.

## Географија
Град Урзичени налази се у јужном делу Румуније, близу престонице Букурешта - 25 km североиточно од главног града. Град је смештен у историјској покрајини Влашкој, тачније њеном источном делу Мунтенији.
Урзичени се налази у источном делу Влашке низије, на приближно 60 m надморске висине.

## Становништво
У односу на попис из 2002, број становника на попису из 2011. се смањио.
| 1966. | 1977.  | 1992.  | 2002.  | 2011.  |
| ----- | ------ | ------ | ------ | ------ |
| 9.291 | 12.476 | 19.483 | 19.088 | 15.308 |

Румуни чине већину становништва Урзиченија, а од мањина присутни су само Роми. Пре Другог светског рата Јевреји су чинили значајан део градског становништва.